# 中禅寺湖
中禅寺湖（ちゅうぜんじこ）は、栃木県日光市の日光国立公園内にある湖。日本の湖沼では25番目の面積規模を有する。

## 概要
中禅寺湖は、約2万年前に男体山の噴火でできた堰止湖である。人造湖を除けば日本一標高の高い場所にある湖である。また、栃木県最大の湖である。1周は約25kmであり、歩くと9時間ほどかかる距離である。湖のすぐ北には男体山がそびえ、北西には戦場ヶ原が広がる。

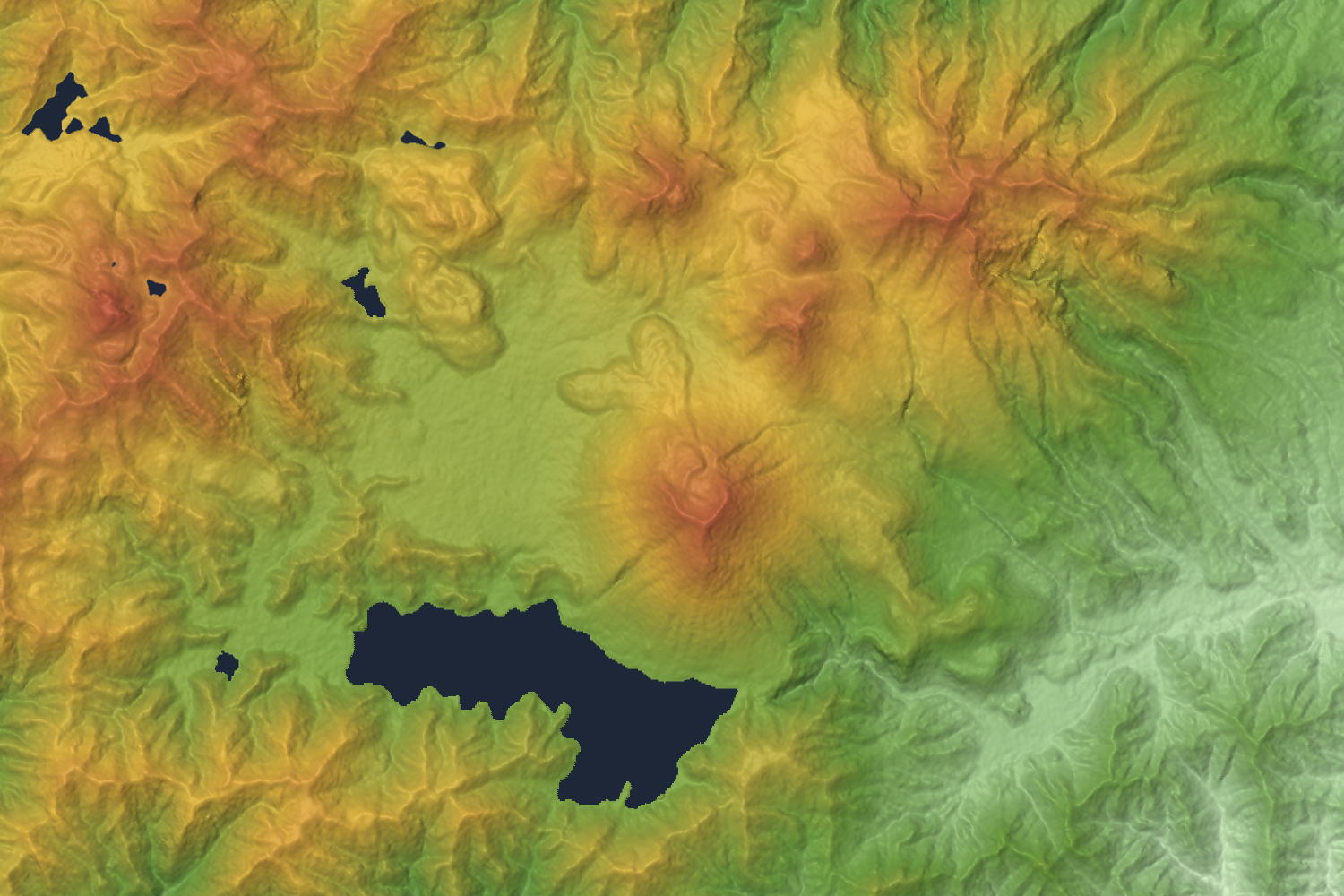
中禅寺湖と男体山周辺の地形図

中禅寺湖は、現在は観光地として知られるが、奈良時代に湖岸に勝道上人が開いた中禅寺に依る名称であり、かつては神仏への信仰に基づく修行の場として知られていた。湖岸から約100m離れた場所にある上野島には、勝道上人の遺骨の一部が納められている。
湖の南側には八丁出島と呼ばれる細長く突き出した半島があり、紅葉の名所として知られるほか、薬師如来を祀っていたとされる薬師堂跡がある。日本百景に選定されている。
もともと魚は生息していなかったが、明治期から徐々に放流が行われ、1991年の調査ではマス類およびコクチバス、ワカサギ、ウグイ、コイ、フナ、ヒメマス、ホンマスなど24種の魚種が生息している。特に、ヒメマスは湖産親魚から採卵孵化した稚魚が放流され、地引き網などで捕獲された魚は特産品として、また遊漁目的の重要な観光資源となっている。なお、ホンマスは、ヤマメ（Oncorhynchus masou）とビワマス（Oncorhynchus masou rhodurus）の交雑個体とされている。
日本で唯一レイクトラウトが繁殖しているとされ、スポーツフィッシングの対象となっている。レイクトラウトは産業管理外来種に指定されているが、2023年3月に山梨県の本栖湖でも個体が確認され、栃木県と山梨県では密放流が行われたとみている。中禅寺湖のレイクトラウトは、福島第一原子力発電所事故による放射性物質汚染の影響で2012年以降持ち出しが一切禁止されており、体内の汚染濃度が減衰したため2023年4月に全面解除される予定だったが、栃木県内水面漁場管理委員会は密放流を防ぐため生きた状態での持ち出しを当面禁止することとした。
- 流入河川 : 湯川など
- 流出河川 : 大谷川（鬼怒川の支流）から華厳滝へ（中禅寺湖から華厳滝の間は通称「大尻川」と呼ばれ、中禅寺ダムが設置されている[8]）。

## 歴史

### 明治以前
782年（天応2年）、勝道上人が男体山の登頂時に発見したといわれている。勝道はその後、湖畔に神仏を祀り、784年には神宮寺（後の中禅寺）を建立するなどし、信仰に基づいて修行を行える「霊場」をつくりあげた。中禅寺は、当初、現在の日光二荒山神社・中宮祠（ちゅうぐうし）がある場所にあり、勝道が湖上でその姿をみて作成したとされる千手観音（立木観音）が祀られていた。
817年（弘仁8年）、勝道が没すると、中禅寺湖と縁が深かったとして、湖岸から約100m離れた場所に上野島がつくられ、遺骨の一部を納められた。

### 明治以後

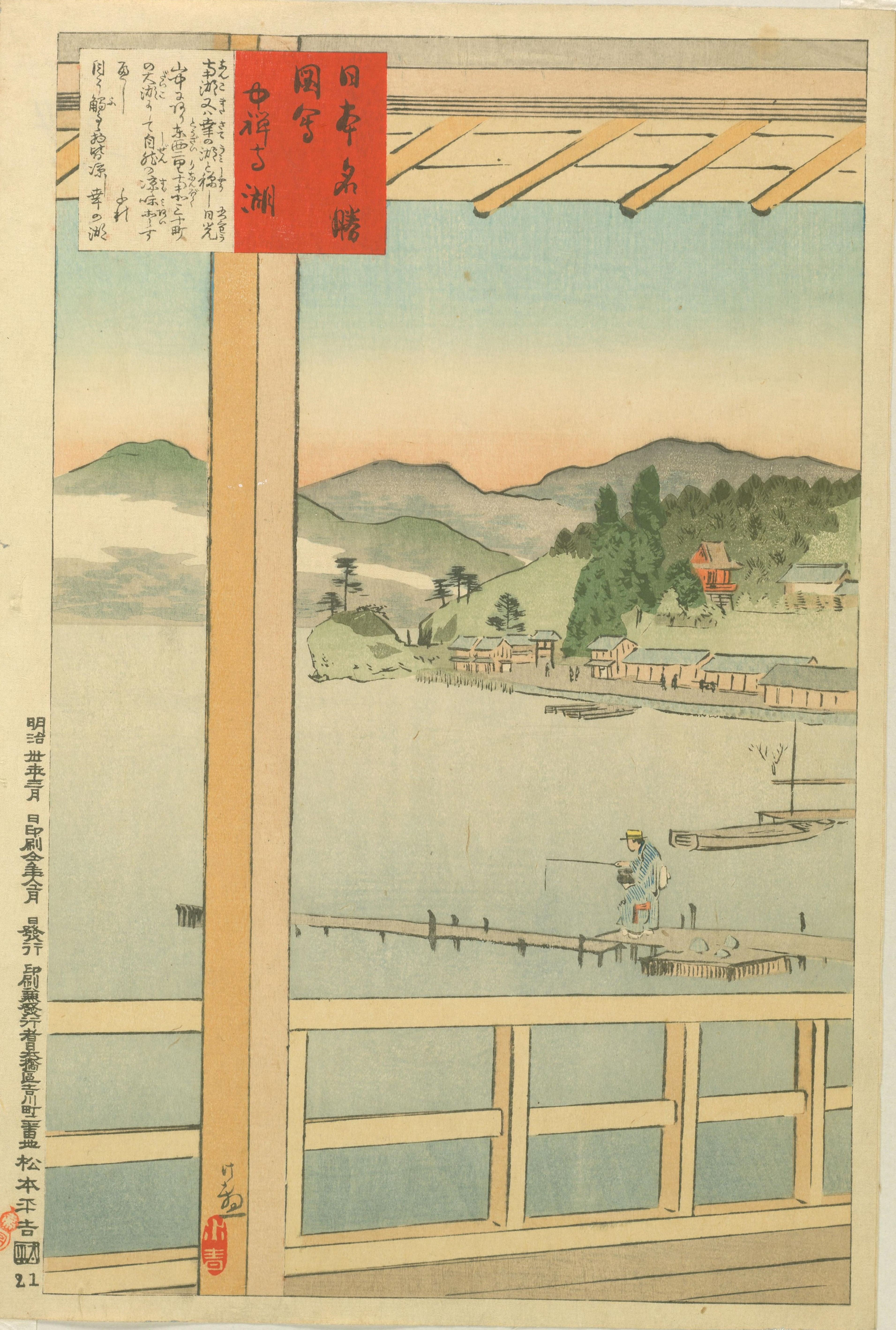
小林清親『中禅寺湖』（1897年・明治30年）

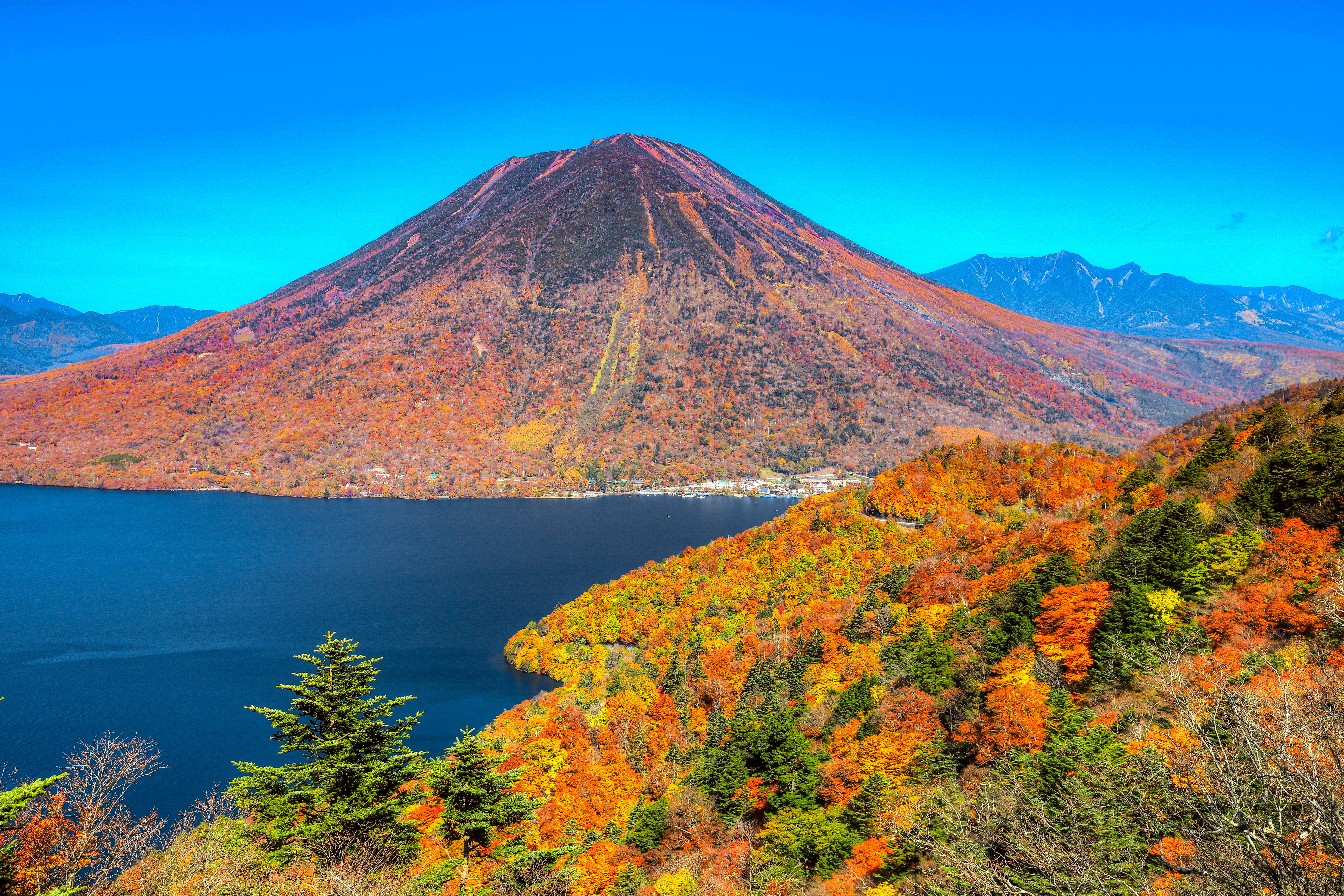
半月山の中禅寺湖展望台からの男体山と紅葉

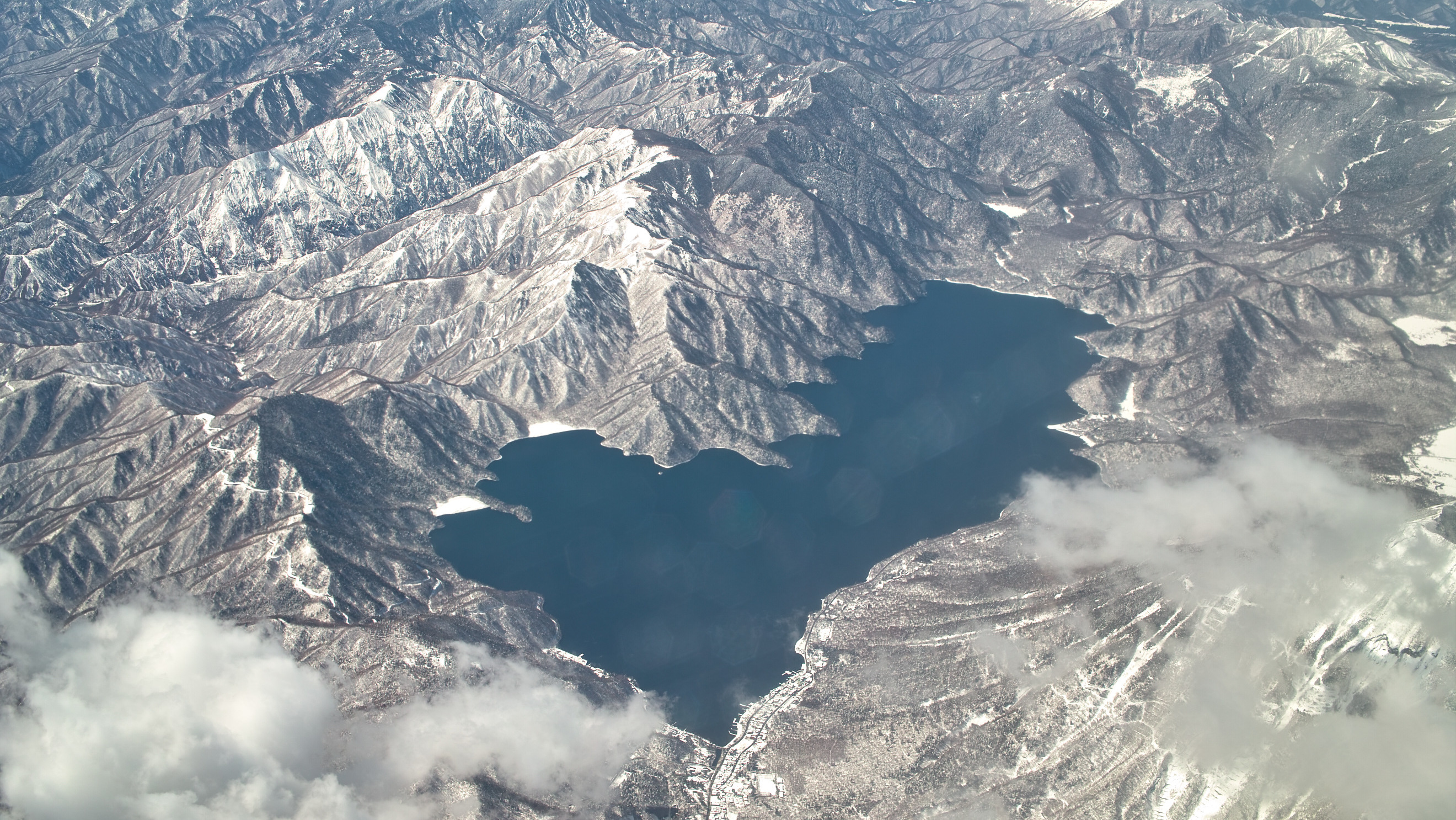
冬の中禅寺湖を空撮

1873年、水産庁増養殖研究所によると、最初の放流が行われ、下流域の河川に生息していたイワナが放流された。
1876年（明治9年）には明治天皇が訪れた際、同湖を「幸の湖（さちのうみ）」と名付けている。1878年（明治11年）6月末に当地を訪れたイザベラ・バードは、いろは坂を上り切った山頂から見下ろす中禅寺湖の水面に映える男体山を絶賛し、また湖畔を竜頭滝方面に進む際に絶えず聞こえた小石を洗う漣と高さ5メートル弱のツツジの林が真紅の花で染まっている様子をその手紙に綴っている。
1902年（明治35年）、大山津波により、中禅寺は大きな被害を受け、観音堂が湖上に押し流されたが、本尊であった千手観音（立木観音）は無傷のまま湖上に浮かび、後に再建された中禅寺で引き続き祀られることになった。また、同年、カワマスが放流された。
1906年、十和田湖からヒメマスが35万尾放流された。
明治中期から昭和初期にかけて、同湖周辺には欧米各国の大使館別荘が建設され（参照：イタリア大使館別荘記念公園・英国大使館別荘記念公園、現在もベルギーおよびフランス大使館別荘は残る）、各国の外交官たちが避暑に訪れるリゾート地となる。
1943年、中禅寺湖の水を栃木県、茨城県へ灌漑する「幸の湖下流用水改良事業」の施設が完成。最大毎秒100立方尺の水量が利用可能となった。

### 戦後
第二次世界大戦の影響で観光地は一時衰退するが、戦後、いろは坂の開通でアクセスが容易になり、春の新緑や秋の紅葉などで人気を博することとなった。
1963年、中禅寺湖漁業協同組合が組織され、ニジマス、ヤマメ、ブラウントラウト、ビワマスなどマス類を中心に放流され、放流と自然繁殖により資源が維持されることとなった。
1980年代から湖水に泡が生じると共に黄色鞭毛藻類( Uroglena americana )が増殖し淡水赤潮現象の発生が報告され湖水を水源とする水道水に異臭生じるなどの現象が発生している。なお、発生した泡はプランクトン由来ではなく、流入河川流域に落ちた落ち葉由来の糖類が原因であることが判明している。
1990年代初頭以後、ヒメマスの遡上数は原因不明の減少をきたすこととなり、1万尾あったものが、2007年に1000尾未満となった。

### 東日本大震災後
2011年（平成23年）3月11日、東日本大震災が発生し、それに伴い福島第一原子力発電所事故が発生すると、栃木県にある中禅寺湖においても、その影響がみられるようになった。
栃木県生産振興課によると、中禅寺湖は福島第一原発事故による放射性物質の拡散の影響が大きく、事故後の2012年（平成24年）以降、当分の間、ワカサギを除く全魚種の持ち帰りが禁止されることとなり、釣りはキャッチ・アンド・リリースに限られることとなった。2017年（平成29年）、放射性物質の規制値を下回ったヒメマスに限って持ち帰りが解禁、2021年にはニジマス、ホンマスについても解禁されたが、ブラウントラウトなどその他魚種の持ち帰り禁止は続いている。栃木県内水面漁場管理委員会によると、2023年（令和5年）3月7日から2026年（令和8年）12月31日まで条件付でレイクトラウト（卵を含む）について解禁された。ただし、先述の山梨県の本栖湖でのレイクトラウトの確認を受けて、密放流を防ぐため生きたままの個体等は依然として持ち帰りが禁止される。

## 著名な周辺施設
- イタリア大使館別荘記念公園

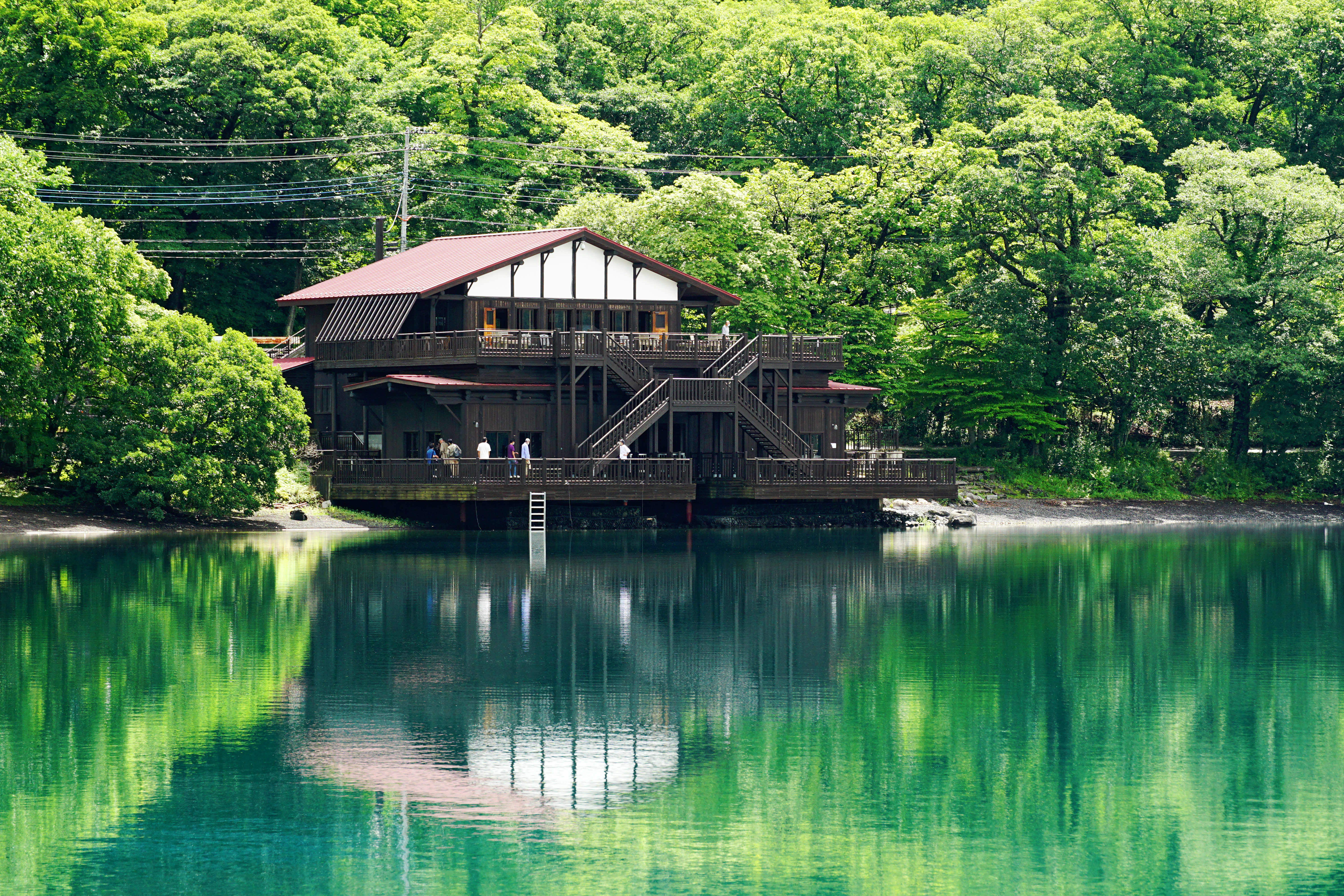
中禅寺湖畔ボートハウス

- 増養殖研究所日光庁舎 - サケ・マス類の養殖技術の研究所
- 日光山中禅寺（立木観音）
- 中禅寺温泉
- 中禅寺湖畔ボートハウス
- 日光二荒山神社中宮祠
- 華厳滝

## 中禅寺湖遊覧船
東武興業により遊覧船が運行されている。
中禅寺湖一周コース（毎年4月初中旬から11月末まで運航、季節により臨時運航便有）と、中禅寺湖千手ヶ浜コース（毎年6月初旬から同月末まで運航される季節便。クリンソウが開花する時期に運航）がある。
船の駅「中禅寺湖」を起点に、「菖蒲ヶ浜」「大使館別荘記念公園」「立木観音前」の各桟橋に寄港する。

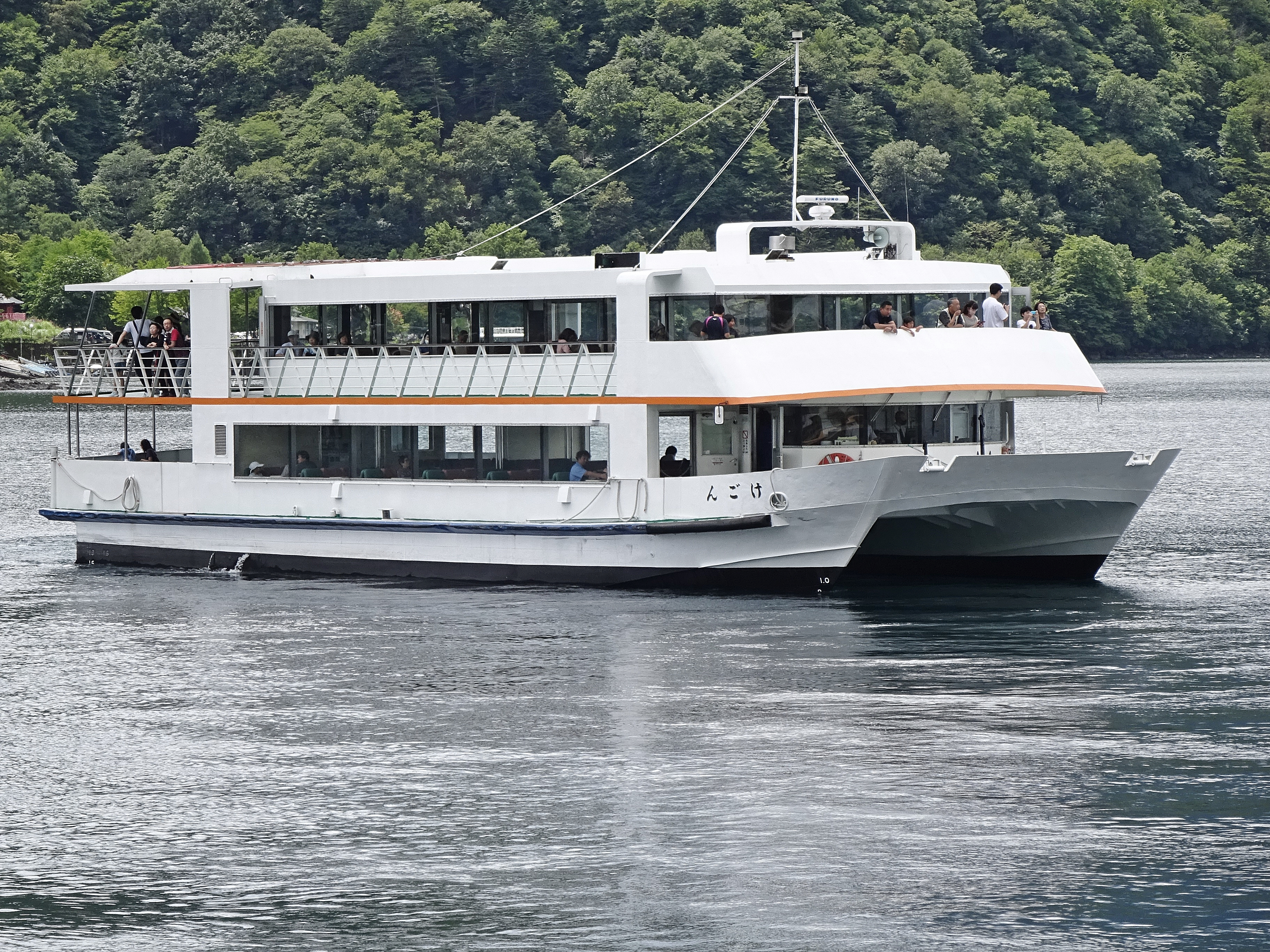
中禅寺湖遊覧船「けごん」
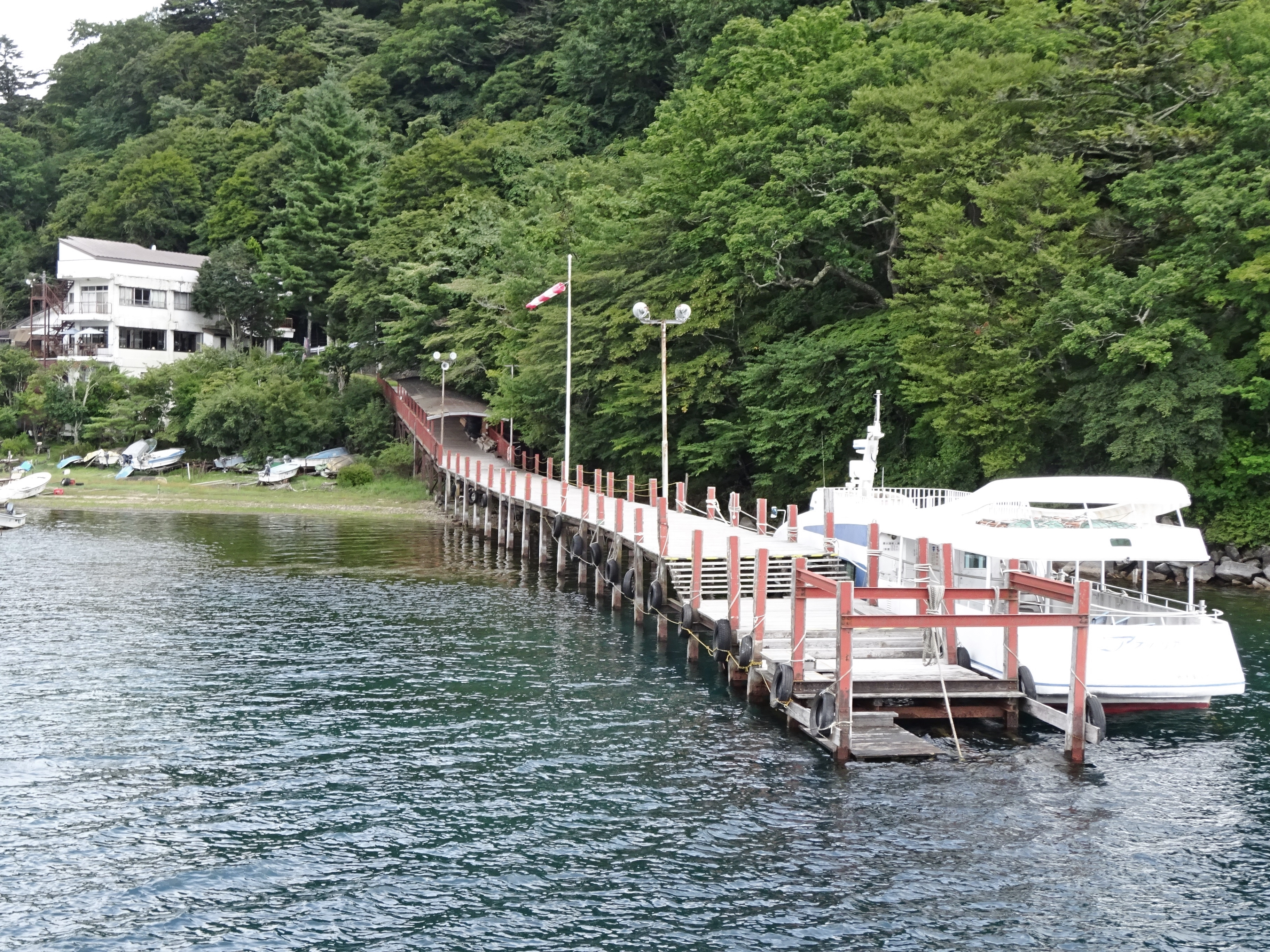
菖蒲ヶ浜の桟橋
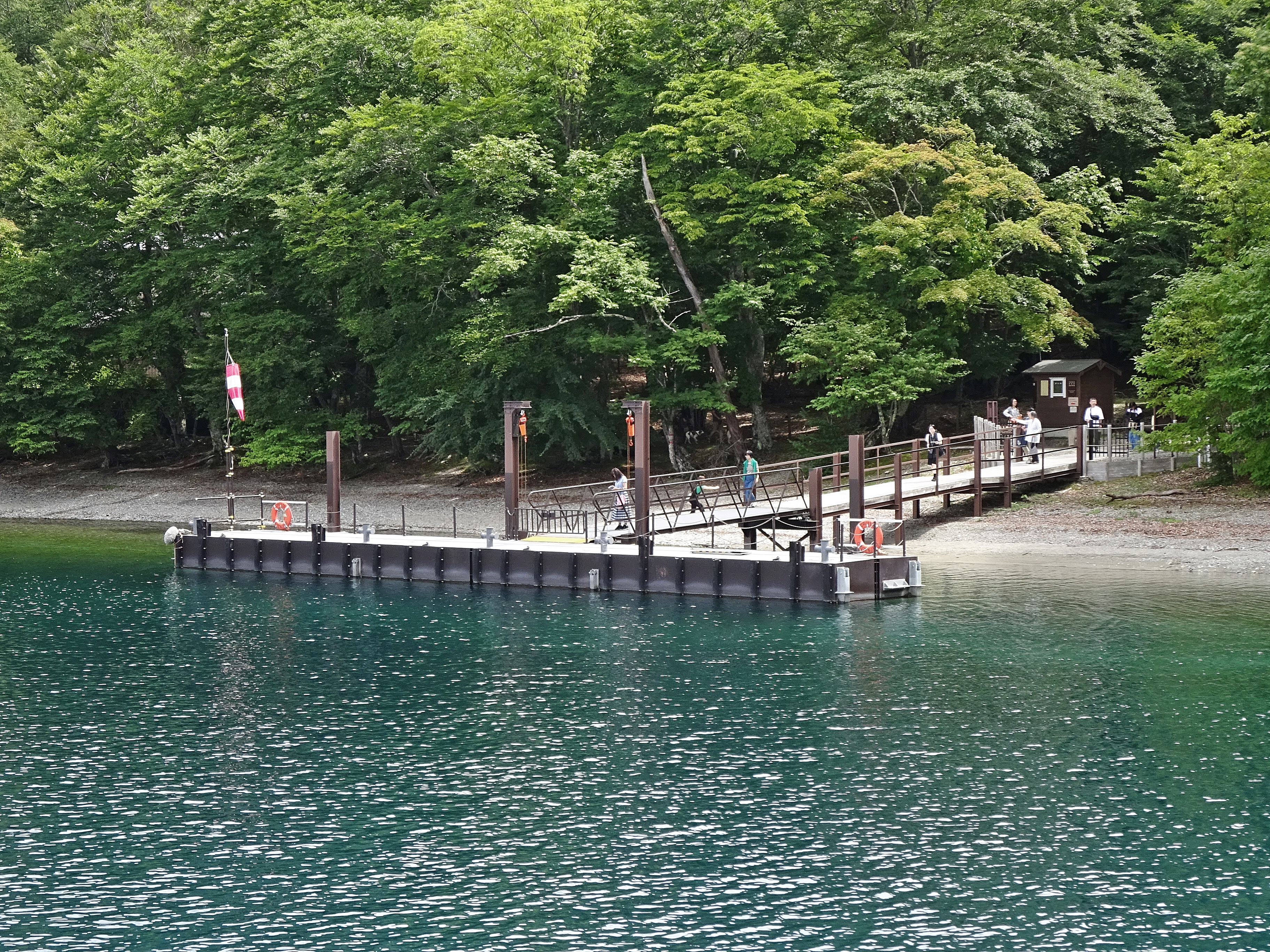
大使館別荘記念公園の桟橋
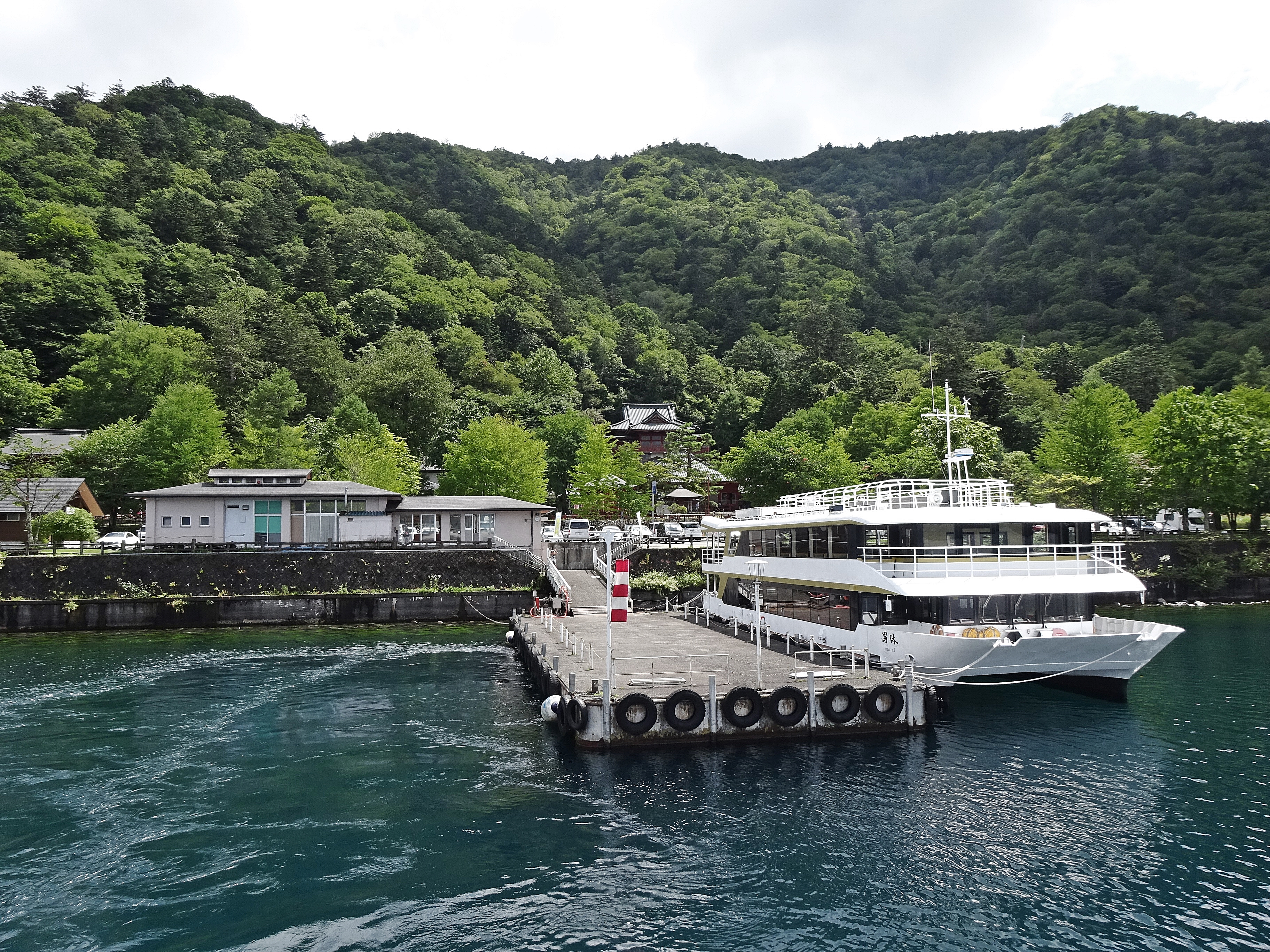
立木観音前の桟橋と遊覧船「男体」
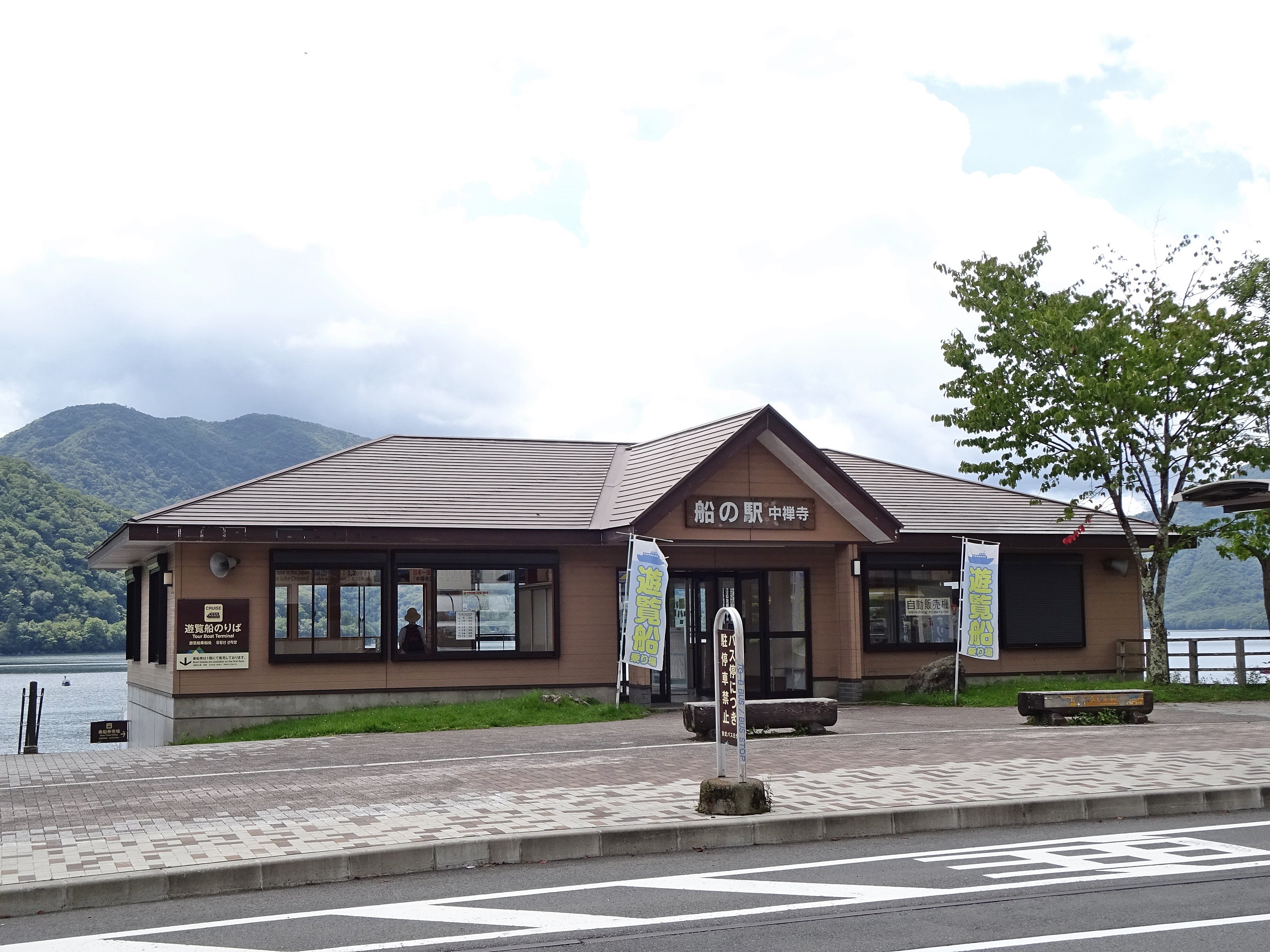
船の駅中禅寺から発着する

## 交通
JR日光線日光駅、または東武日光線東武日光駅から東武バス「湯元温泉」または「中禅寺温泉」行きで中禅寺温泉駅下車。
日光市街より国道120号でいろは坂経由、または群馬県沼田市より国道120号で金精道路（金精トンネル）、戦場ヶ原経由。なお、冬季は金精道路が閉鎖されるため、日光市街側からのみアクセス可能となる。